# Порто, Иван Борисович
Иван Борисович Порто (20 июля 1939, Москва — 7 октября 2009, Москва) — российский фотограф и искусствовед, вице-президент ТСХ России, руководитель секции «Арт-фото» ТСХ с 2007 по 2009 года, секретарь Союза фотохудожников России, член правления МОСХ России, Почётный член РАХ. Кандидат искусствоведения. Заслуженный деятель искусств РСФСР (1989).

## Биография
Родился 20 июля 1939 года в Москве. Окончил искусствоведческий факультет Московского государственного университета имени М. В. Ломоносова по специальности «Историк искусства». Фотографией занимается с 1960-х годов. С 1988 по 2009 год тесно сотрудничал с фотоклубом «Эксперимент» (Ростов-на-Дону) и его руководством — выдающимися фотографами Борисом Быковом, Юрием Рыжковым. Иван Борисович совместно с Юрием Рыжковым воспитали и выучили целое поколение учеников и последователей (современных известных фотохудожников: Сергея Крюкова, Николая Павлеко и др.)
Скоропостижно скончался 7 октября 2009 года в Москве. Похоронен на Донском кладбище.

## Персональные выставки
- 2009 — «Фотографии. Избранное». РАХ, Москва.
- 2008 — «Избранное». Галерея «М'АРС», Москва.
- 2007 — «Образы и отражения». Государственный центр фотографии, С.-Петербург.
- 2007 — «Арт-фотография». Русский музей фотографии, Нижний Новгород.

## Награды и звания
- Орден Почёта (9 декабря 2006 года) — за заслуги в области культуры и искусства, многолетнюю плодотворную работу[3].
- Заслуженный деятель искусств РСФСР (21 июля 1989 года) — за заслуги в области советского искусства[4].
- Серебряная медаль РАХ.